# Diez (álbum de Intocable)
Diez (estilizado como X) es el decimotercer álbum de la banda de música norteña Intocable. Fue lanzado el 8 de noviembre de 2005, aunque con la telenovela Contra viento y marea de Televisa la banda logró vender su disco en España y este fue lanzado en dicho país el 22 de mayo de 2005.
Es el primer álbum de la banda en ser un álbum doble.
Fue producido por René Martínez y Ricardo Muñoz, dos integrantes de la banda, junto a Pepe Aguilar, Carlos Cabral Jr., Jason Cano, Alex Espinoza, Chuy Flores, Kinky, Jorge Lares Amaro, Sacha Triujeque, Alan Baxter, Nir Seroussi y Tom Baumgartner. El álbum cuenta con colaboraciones de Kinky, Jumbo, DJ Kane, Ice, Tego Calderón, Volován, Pepe Aguilar y Natalia Lafourcade.

## Datos destacables de este álbum
El álbum doble es un paquete de aniversario producido para celebrar los diez años de carrera de la banda firmados bajo EMI Latin , el álbum está compuesto por dos discos, el primero consta de catorce temas originales, mientras que el segundo se titula X-tra y consta de once versiones de varias canciones de la banda grabadas por ellos mismos y diferentes artistas como las bandas de rock mexicanas Kinky ("Coquta") y Jumbo ("Enséñame a Olvidarte"), así como los cantantes estadounidenses Pepe Aguilar ("Fuerte No Soy") y DJ Kane ("En Paz Descanse" y "Es Tan Bello (R&B Version)"), entre otros.

## Lista de canciones

### Canciones del disco 1[2]
| 1-1  | Intocable– | Soledad (Siento Morir)       | 3:43  |
| 1-2  | Intocable– | Alguien Te Va A Hacer Llorar | 4:10  |
| 1-3  | Intocable– | En Paz Descanse              | 3:21  |
| 1-4  | Intocable– | Aire                         | 4:05  |
| 1-5  | Intocable– | Momentos                     | 2:01  |
| 1-6  | Intocable– | Olvídame Tú                  | 3:12  |
| 1-7  | Intocable– | A Oscuras                    | 3:16  |
| 1-8  | Intocable– | Herido Del Corazón           | 3:26  |
| 1-9  | Intocable– | Ahora Que Te Perdí           | 3:40  |
| 1-10 | Intocable– | Te Amo                       | 3:50  |
| 1-11 | Intocable– | Es Mejor Decir Adiós         | 4:20  |
| 1-12 | Intocable– | Es Alguien Más               | 3:15  |
| 1-13 | Intocable– | Tiempo                       | 3:27  |
| 1-14 | Intocable– | A veces                      | 3:36  |
|      |            | Duración total               | 53:01 |

### Canciones del disco 2[2]
| 2-1  | Intocable–                            | Contra Viento Y Marea (Previously Unreleased) | 3:40  |
| 2-2  | Intocable–                            | Aire (Pop Version)                            | 4:12  |
| 2-3  | Kinky–                                | Coqueta                                       | 3:37  |
| 2-4  | Jumbo (4)–                            | Enséñame A Olvidarte                          | 3:50  |
| 2-5  | Tego Calderón, DJ Kane (6), Ice (20)– | En Paz Descanse                               | 3:09  |
| 2-6  | Volován*–                             | Ya Ves                                        | 3:26  |
| 2-7  | Alan Marco–                           | Estás Que Te Pelas                            | 4:14  |
| 2-8  | Pepe Aguilar–                         | Fuerte No Soy                                 | 4:26  |
| 2-9  | Intocable–                            | Déjate Amar (Acústica)                        | 4:29  |
| 2-10 | DJ Kane (6)–                          | Es Tan Bello                                  | 3:51  |
| 2-11 | Intocable–                            | Déjame Amarte (Acústica)                      | 3:18  |
| 2-12 | Natalia Lafourcade & La Forquetina–   | Y Todo Para Qué                               | 3:10  |
| 2-13 | Intocable–                            | Entre Querer Y Amar                           | 3:46  |
|      |                                       | Duración total                                | 45:35 |